# (1186) Тернера
(1186) Тернера (англ. Turnera) — типичный астероид главного пояса, который был открыт 1 августа 1929 года южноафриканским астрономом Сирилом Джексоном в обсерватории Йоханнесбурга и назван в честь английского астронома Герберта Тернера.

Орбита астероида Тернера и его положение в Солнечной системе
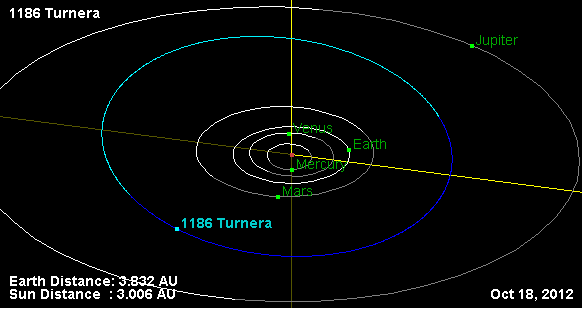
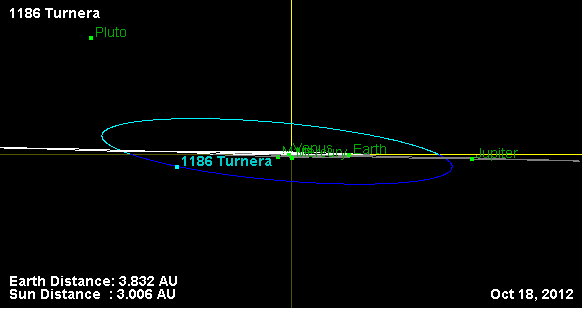